# Seznam bazénů a koupališť v Praze

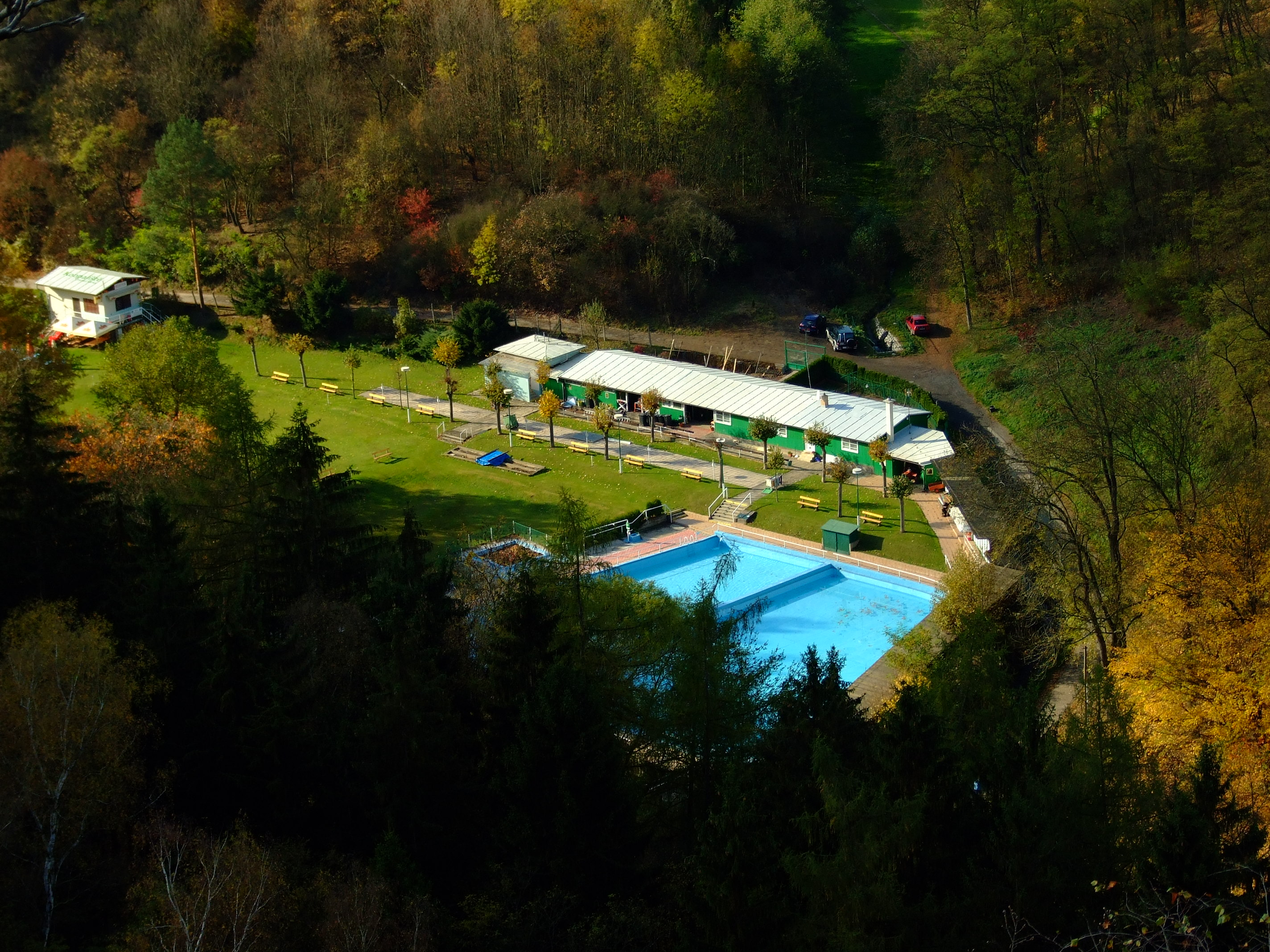
Koupaliště Divoká Šárka

Toto je seznam veřejných bazénů a koupališť v hlavním městě Praze.

## Přírodní koupaliště
- Koupaliště Džbán (vodní nádrž Džbán, Liboc, Divoká Šárka, přírodní koupaliště)
- Koupaliště Hostivař (Hostivař a Háje, Hostivařská přehrada, přírodní koupaliště)
- Koupaliště Šeberák (Kunratice, rybník Šeberák)
- Koupaliště Motol
- Koupaliště Lhotka (přírodní koupaliště, od 2012 zavřeno, v r. 2017 zahájena celková revitalizace, od 29. června 2018 ve zkušebním provozu[1])
- Koupaliště Kolovraty, Říčanský potok, na konci ulice V haltýři
- Žluté lázně (Podolí-Dvorce, Vltava)
- Smíchovská pláž (Smíchov, Vltava)
- Občanská plovárna (plovárna pod Letnou, Vltava, zaniklá, zachovala se památkově chráněná budova)

Místa s neplacenou možností koupání: 
- Počernický rybník[2] (rekreační aktivity zde však jsou zakázány)
- Svépravický a Xaverovský rybník[2]
- Podleský rybník, Dubeč, směrem k Uhříněvsi[2]
- Berounka u Dolních Černošic v Lipencích, u ulice Nad jezem[2]

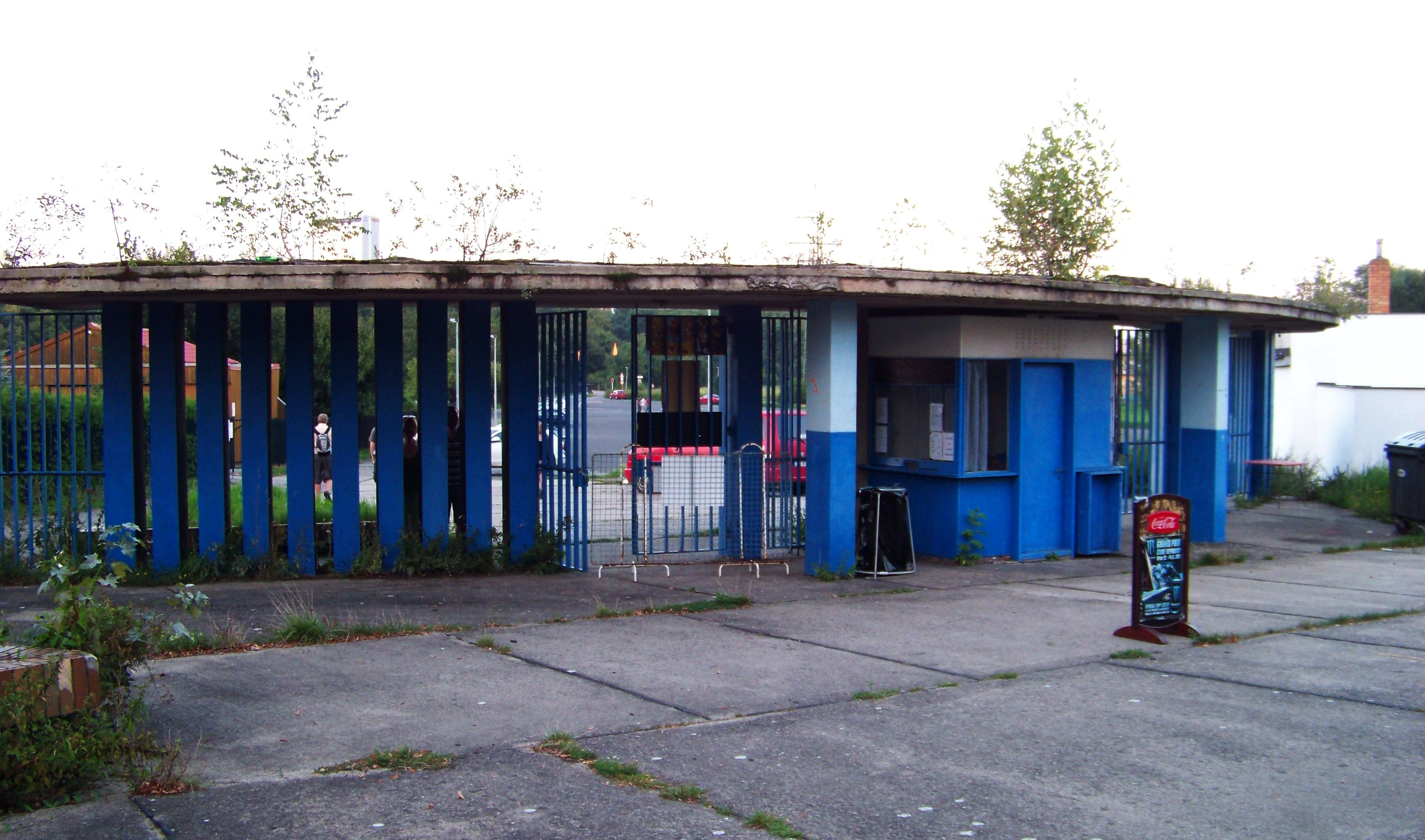
Koupaliště Džbán u vodní nádrže Džbán, vstupní brána zevnitř
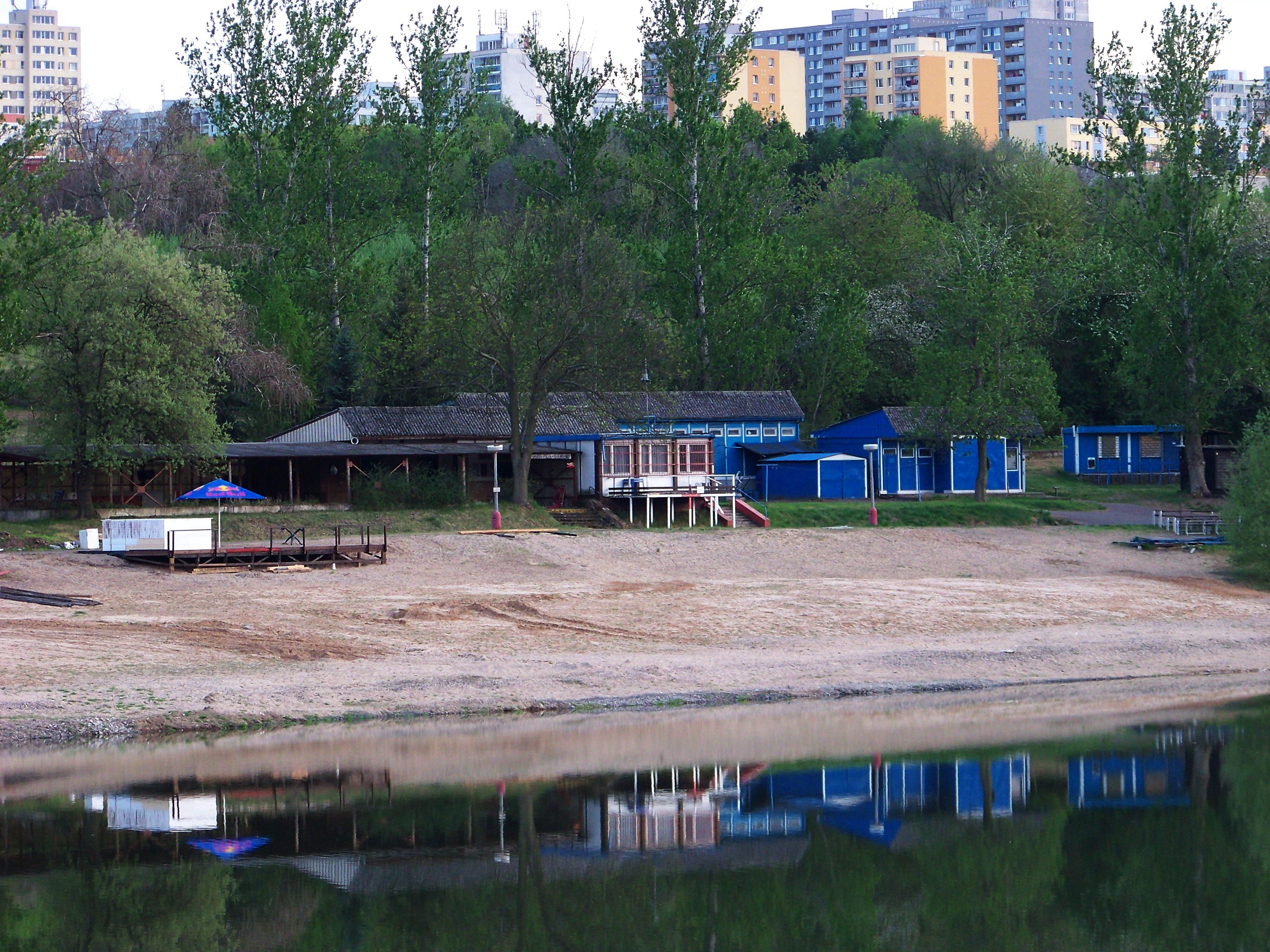
Koupaliště Hostivař na Hostivařské přehradě v době jejího vypuštění
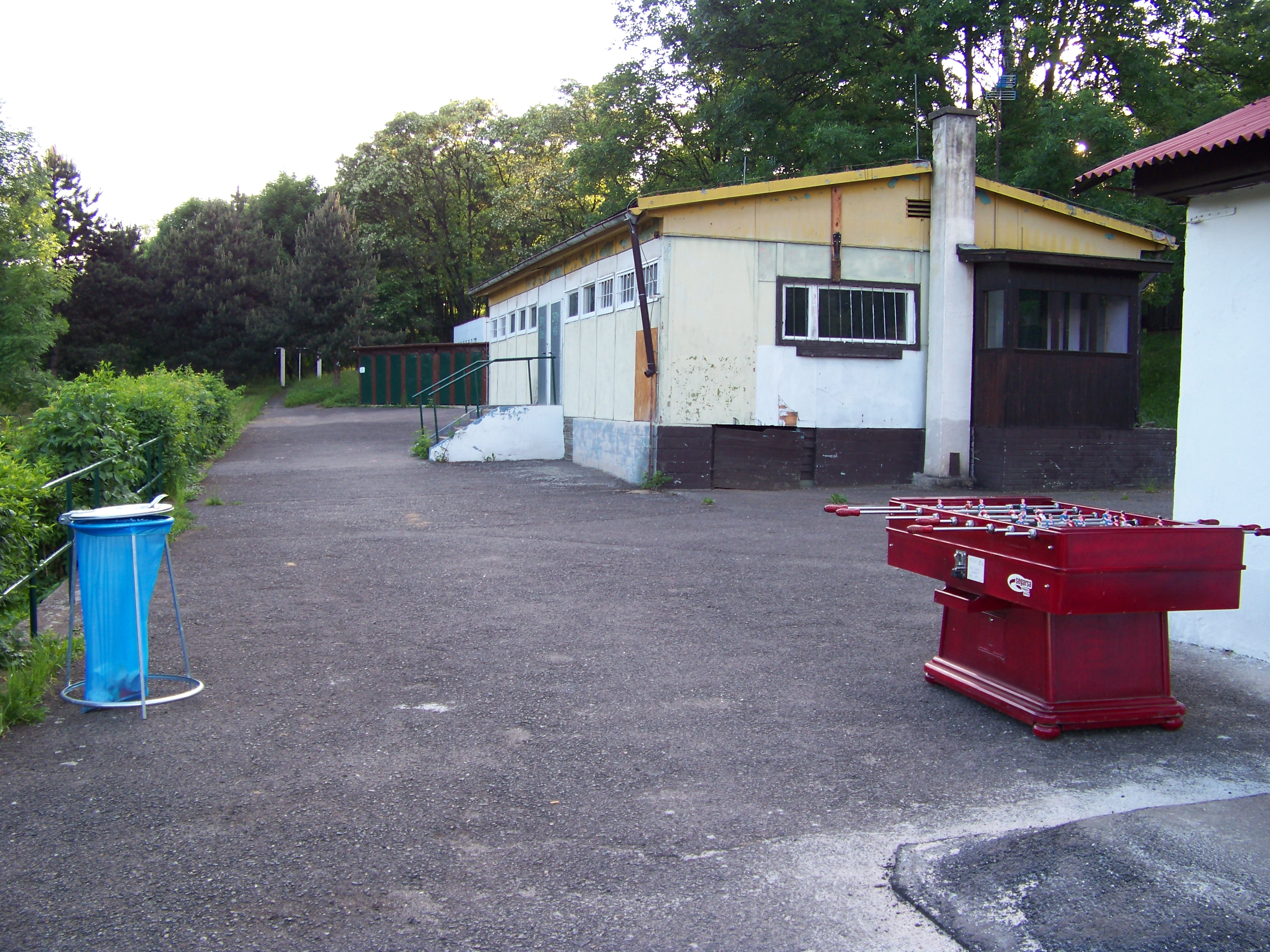
Budovy koupaliště Motol
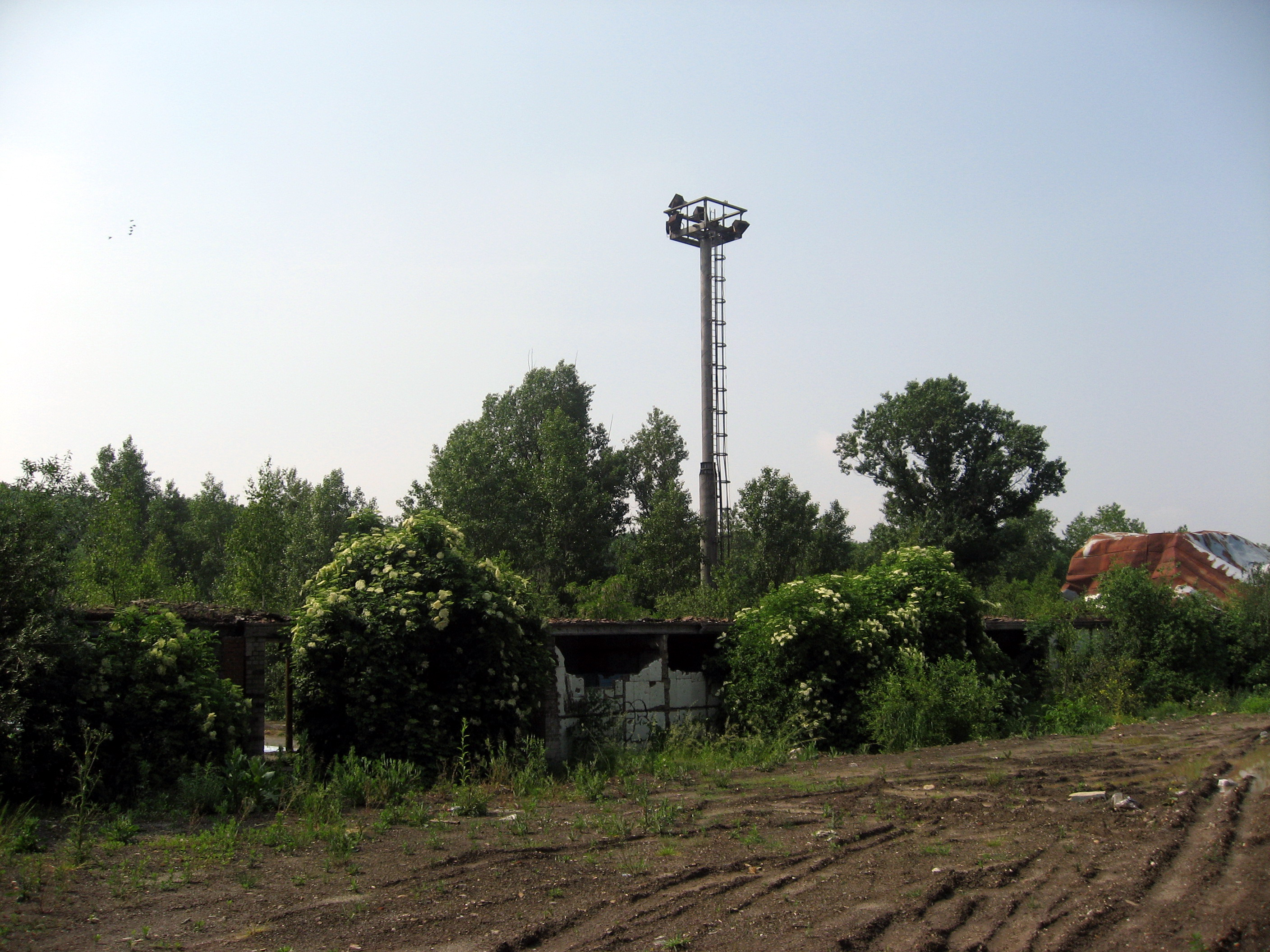
Torzo nikdy nedostavěného koupaliště Hloubětín

## Venkovní bazény
- Koupaliště Čakovice
- Koupaliště Divoká Šárka
- Koupaliště Klánovice
- Koupaliště Ládví (Sídliště Ďáblice), postavené v roce 1982, obnovené 2014
- Koupaliště Na Stírce (Kobylisy)
- Koupaliště Petynka
- Koupaliště Štvanice (Ostrov Štvanice)
- Koupaliště Radotín, otevřené v roce 2014

- Klánovické lázně (zaniklé)
- Koupaliště Hloubětín, nikdy nedostavěné koupaliště pod Hořejším rybníkem
- Plavecký bazén Pod Barrandovem (zpustlý)

- venkovní bazény jsou součástí některých center s krytými bazény

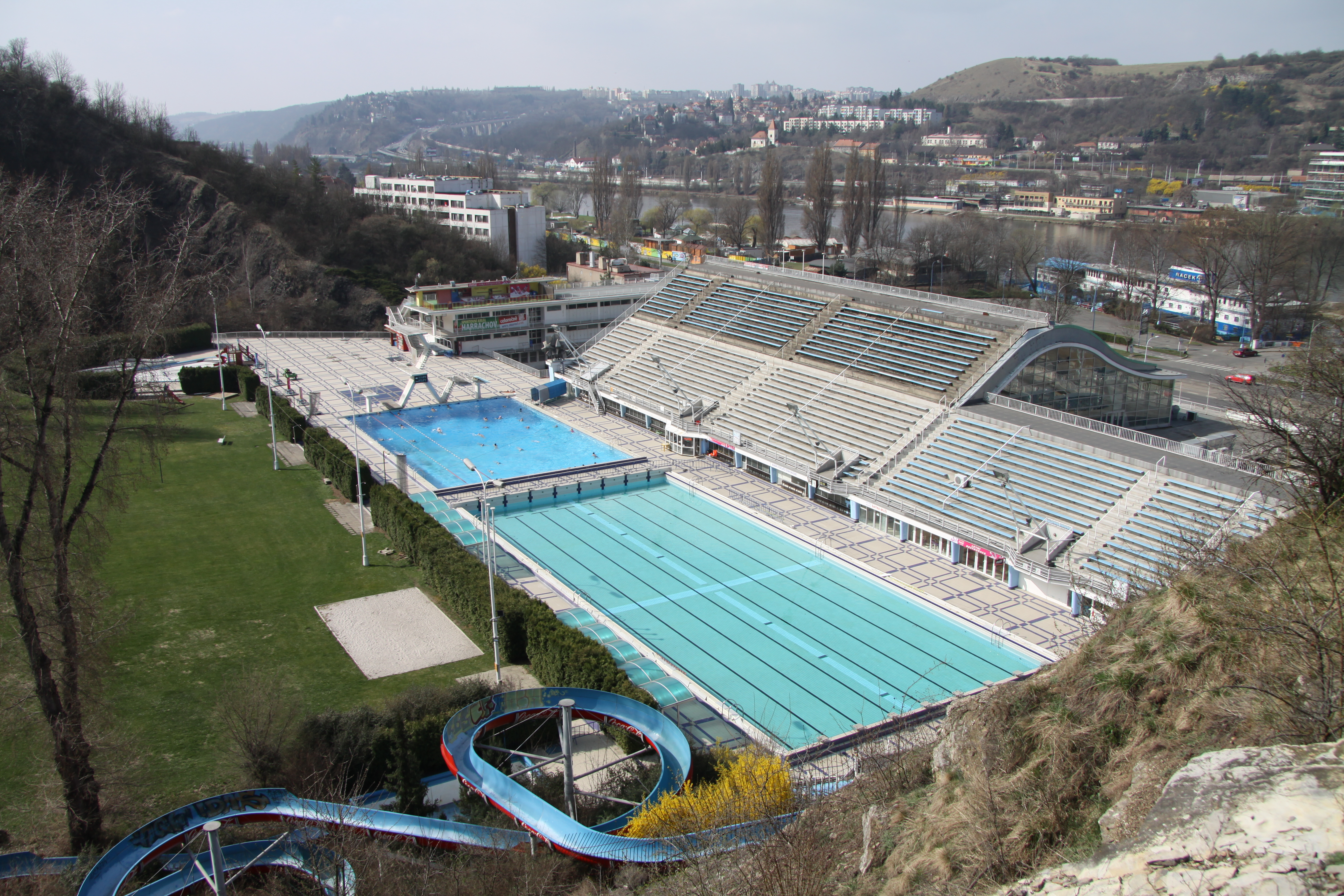
Plavecký stadion Podolí, venkovní i kryté bazény
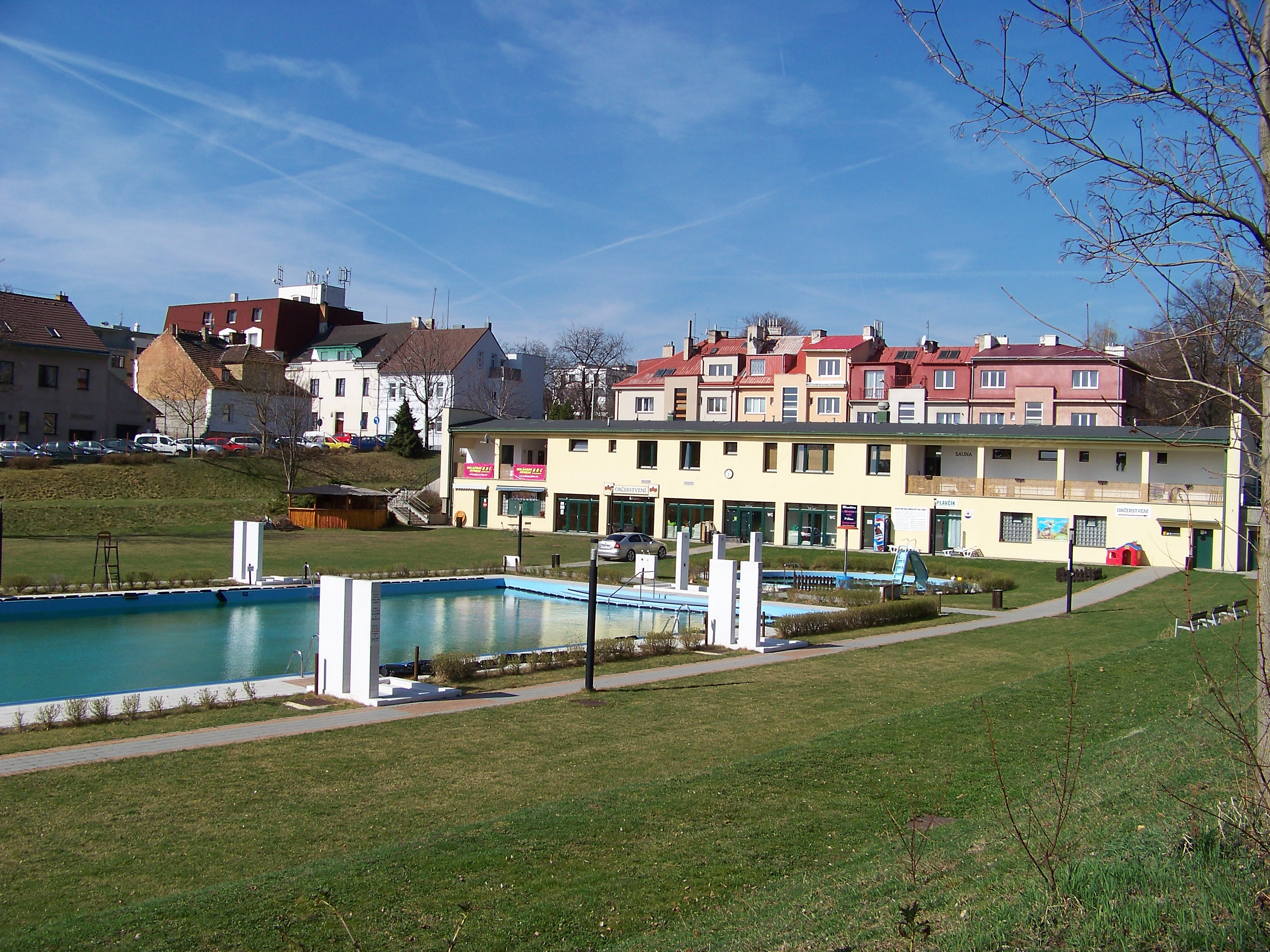
Koupaliště Stírka v Kobylisích
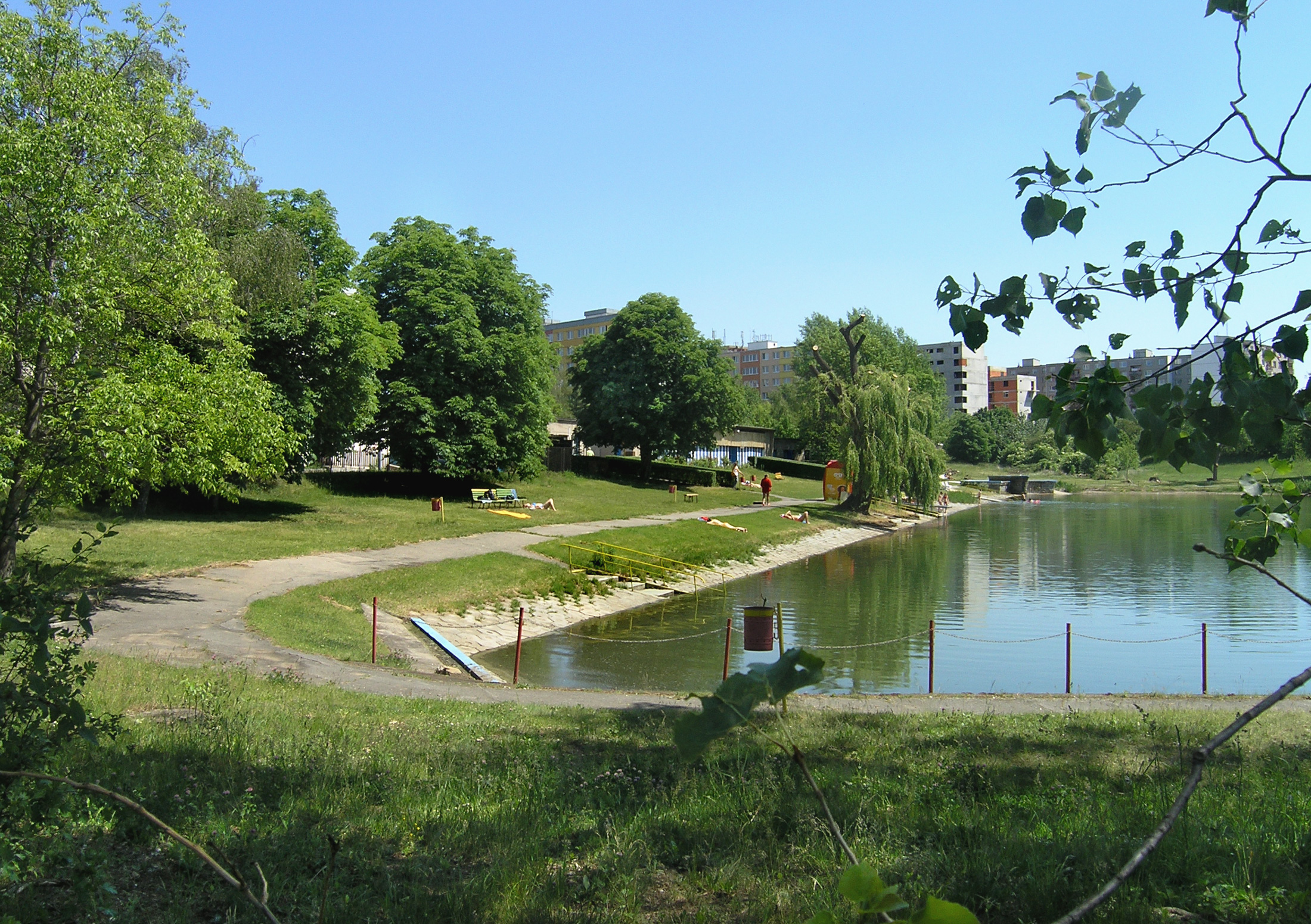
Koupaliště Lhotka v roce 2007
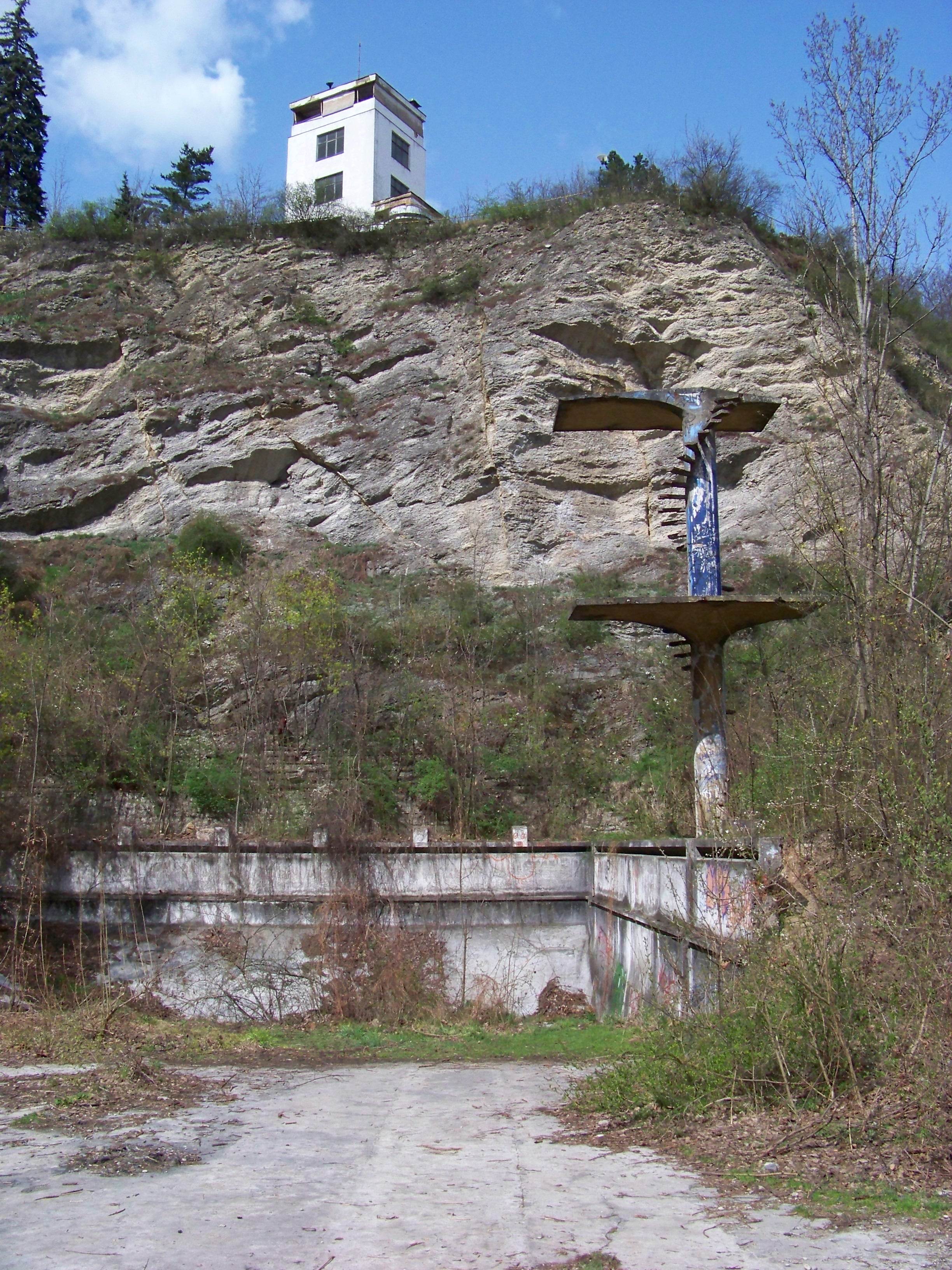
Zpustlý plavecký bazén pod Barrandovem
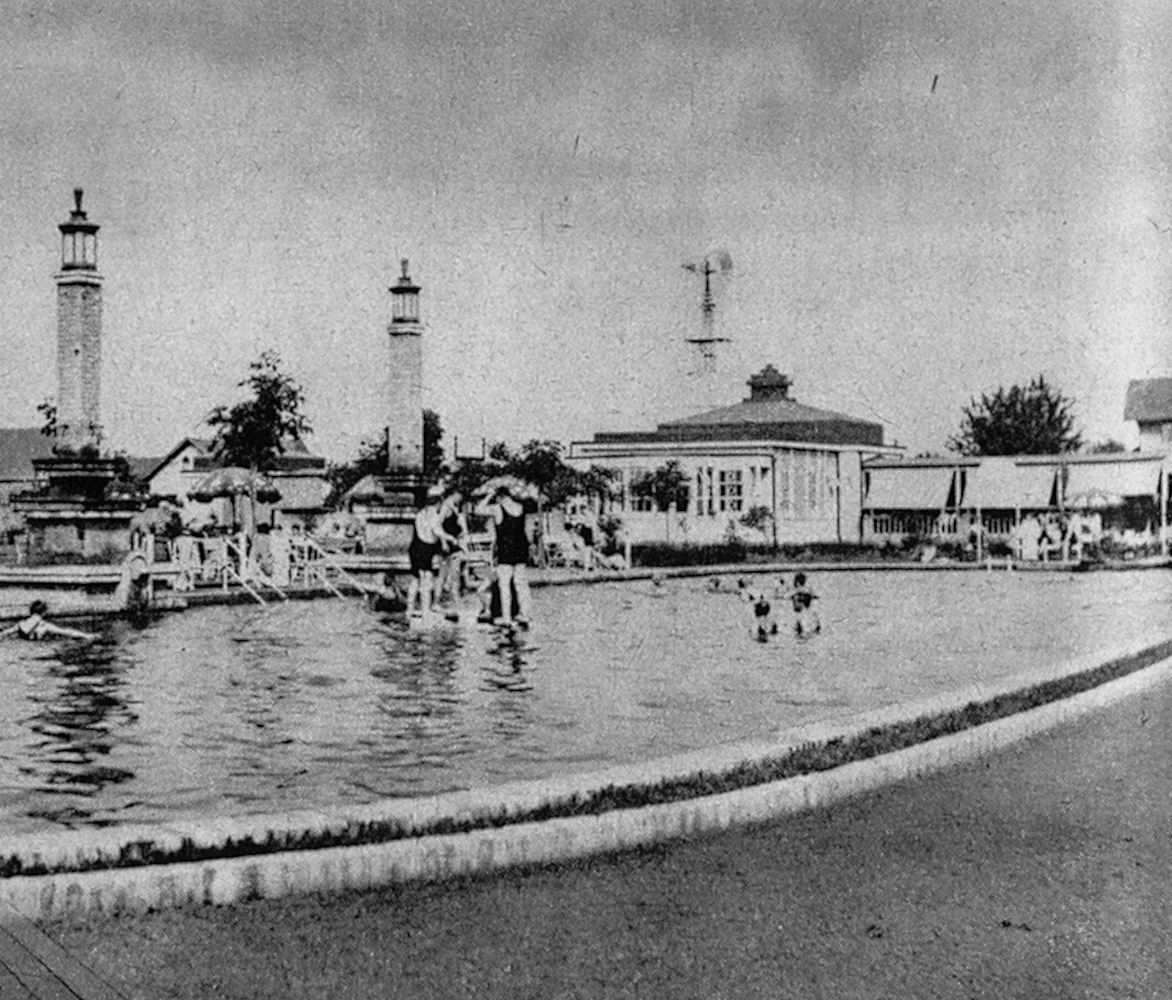
Již zaniklé Klánovické lázně na fotografii z roku 1928

## Centra s krytými bazény
- Plavecký stadion Podolí
- Plavecký stadion Slavia Praha
- Aquacentrum Letňany
- Aquapark Barrandov
- Aquapalace Praha (Čestlice, asi 100 metrů za hranicí Prahy)
- Bazén Ve Smečkách 3 (Wellness, sauna)
- AXA, krytý bazén
- Balance Club Brumlovka
- Bazén USK Strahov (Velký strahovský stadion)
- Bohemians (bazén)
- Hotel Pyramida
- Hotel Čechie
- Jedenáctka VS (Praha 11, Chodov)
- Plavecký areál Šutka
- Plavecký bazén Tyršův dům (Tyršův dům)
- Plavecký bazén Výstaviště (Pražské výstaviště)
- Plavecký bazén Hostivař
- PSA Hloubětín
- R-centrum Homolka
- SK Motorlet Praha (bazén)
- Sportcentrum ČZU Suchdol (Česká zemědělská univerzita)
- Sportcentrum DUO
- Sportcentrum STEP
- Sportovní centrum Olšanka
- Sportovní a rekreační areál Pražačka
- TJ Vodní stavby Praha
- YMCA, krytý bazén
- Wellness centrum (TOP Hotel Praha)
- Zelený pruh (areál středních odborných učilišť)
- Bazén SPŠ Na Třebešíně
- Bazén ZŠ Weberova (Praha 5, Košíře, není pro veřejnost)
- Bazén ZŠ Gutova (zrušen?)
- Bazén Košíře (zanikl)
- Dům kultury těla Klárov (nová budova Klárova ústavu slepců) (zanikl?)
- Na Fialce (Říčany)
- Sport Park Radlice
- Bazén Písnice (zanikl)

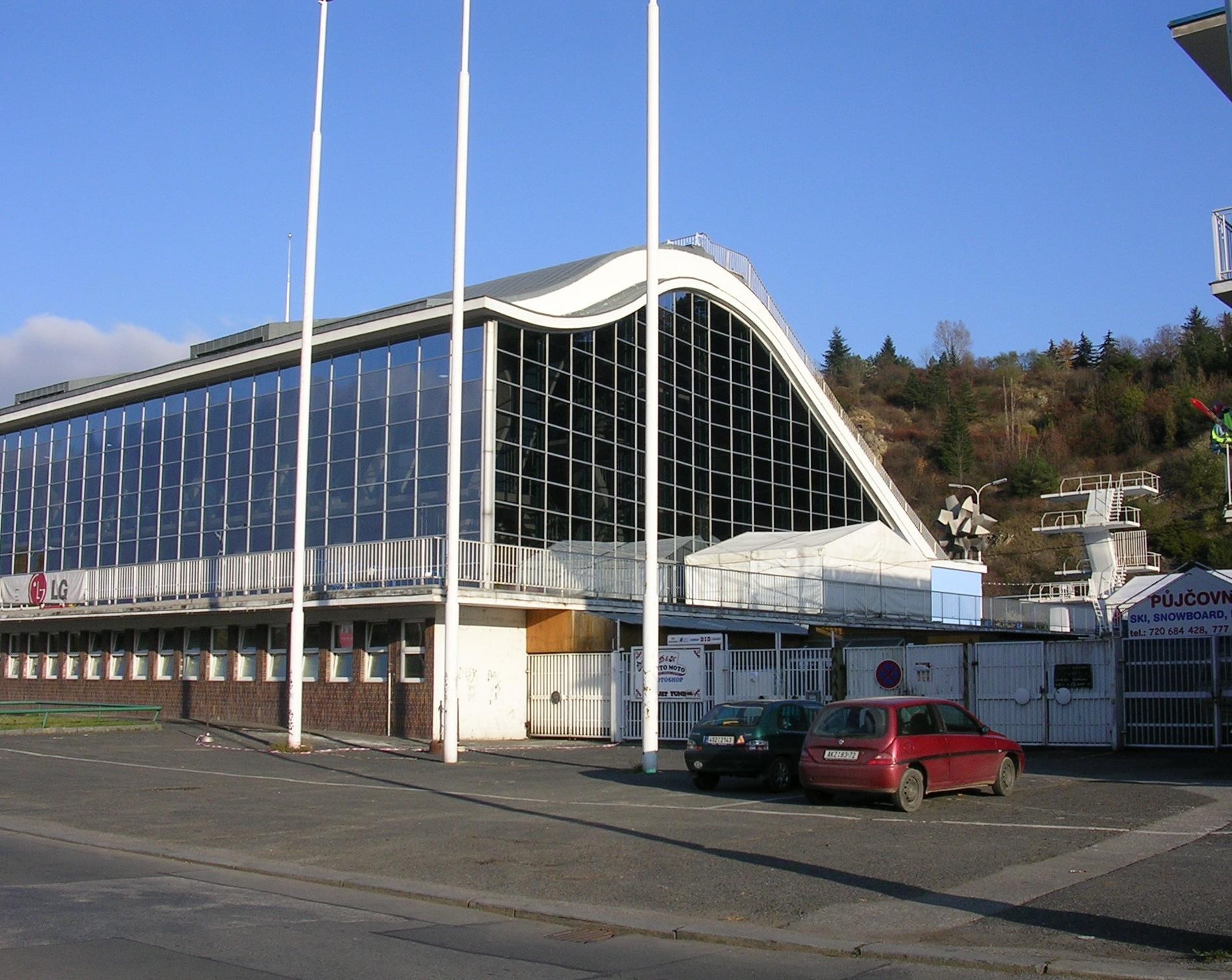
Plavecký stadion Podolí, krytý bazén
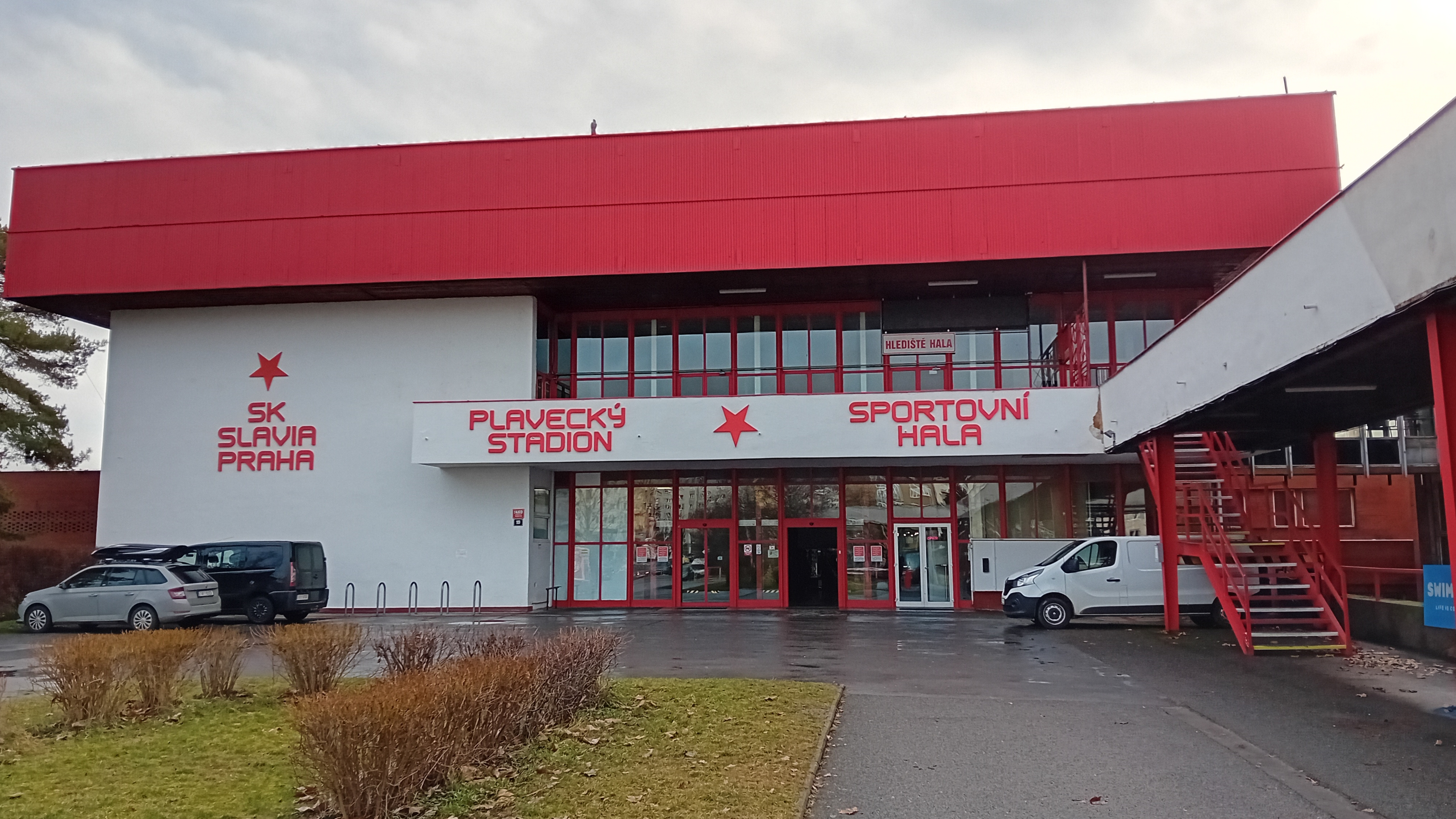
Plavecký stadión SK Slavia Eden ve Vršovicích
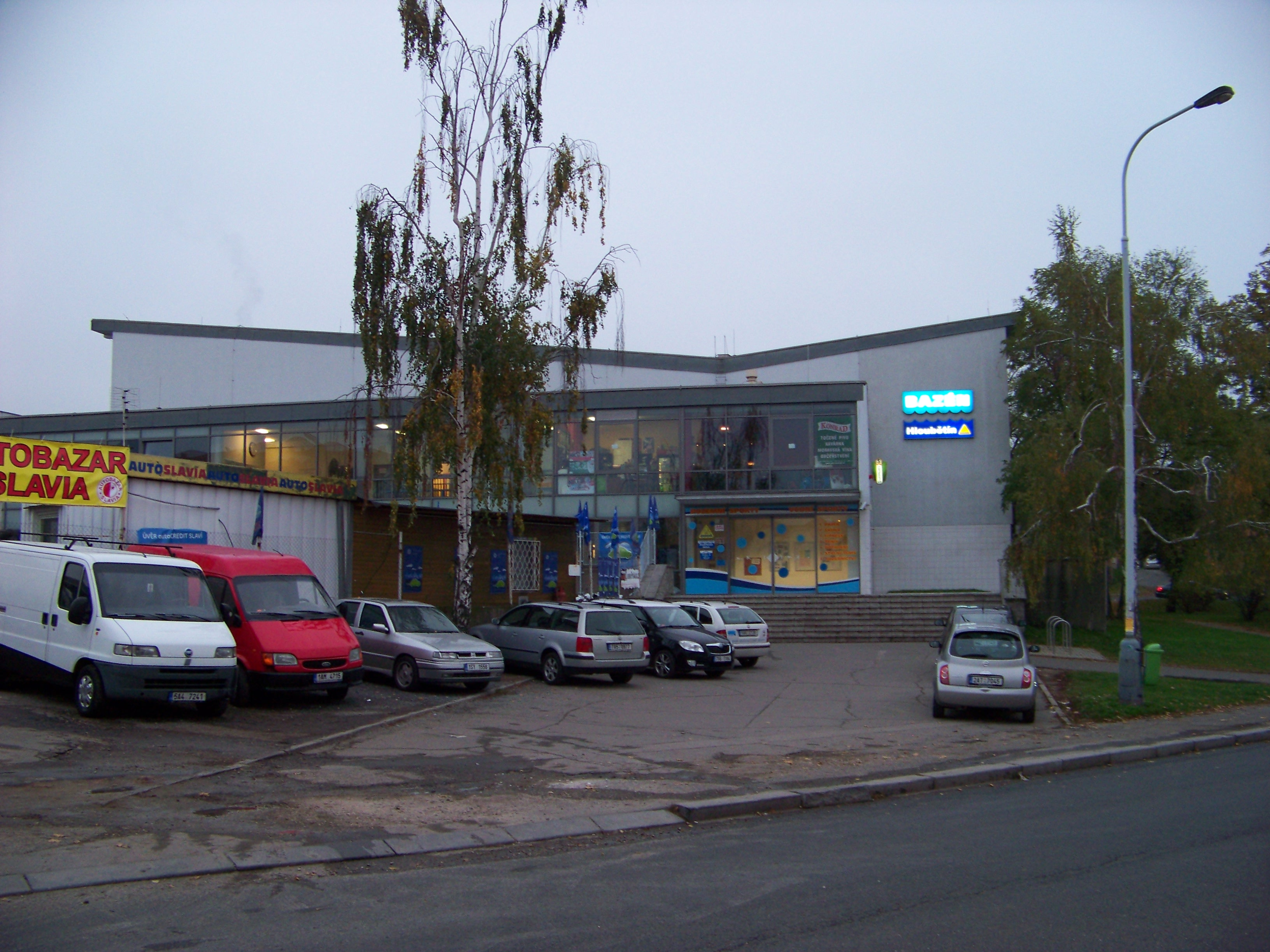
Plavecký bazén v Hloubětíně
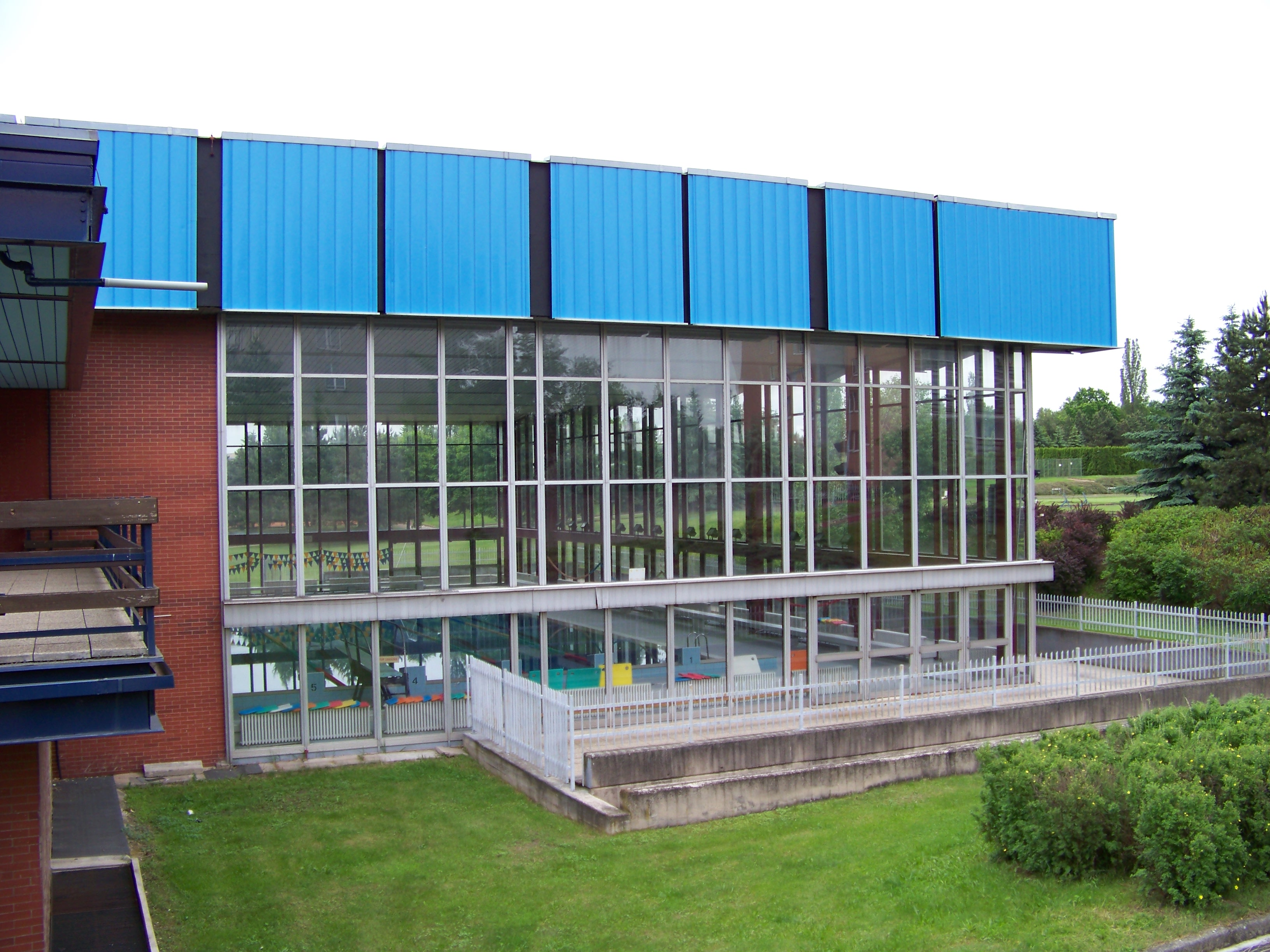
Bazén Univerzity Karlovy v Hostivaři
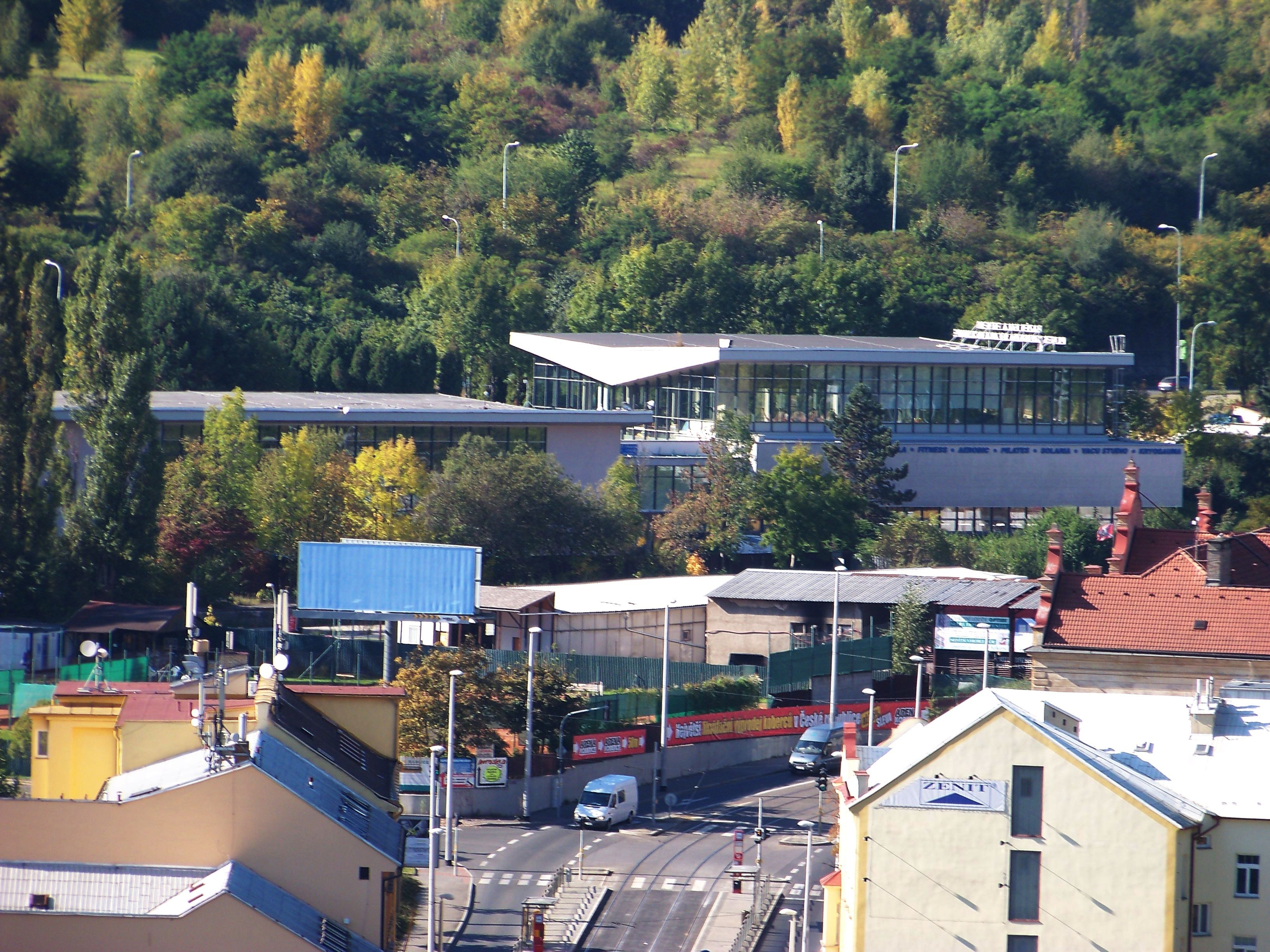
Pohled z Pavího vrchu na plavecký stadion Radlice
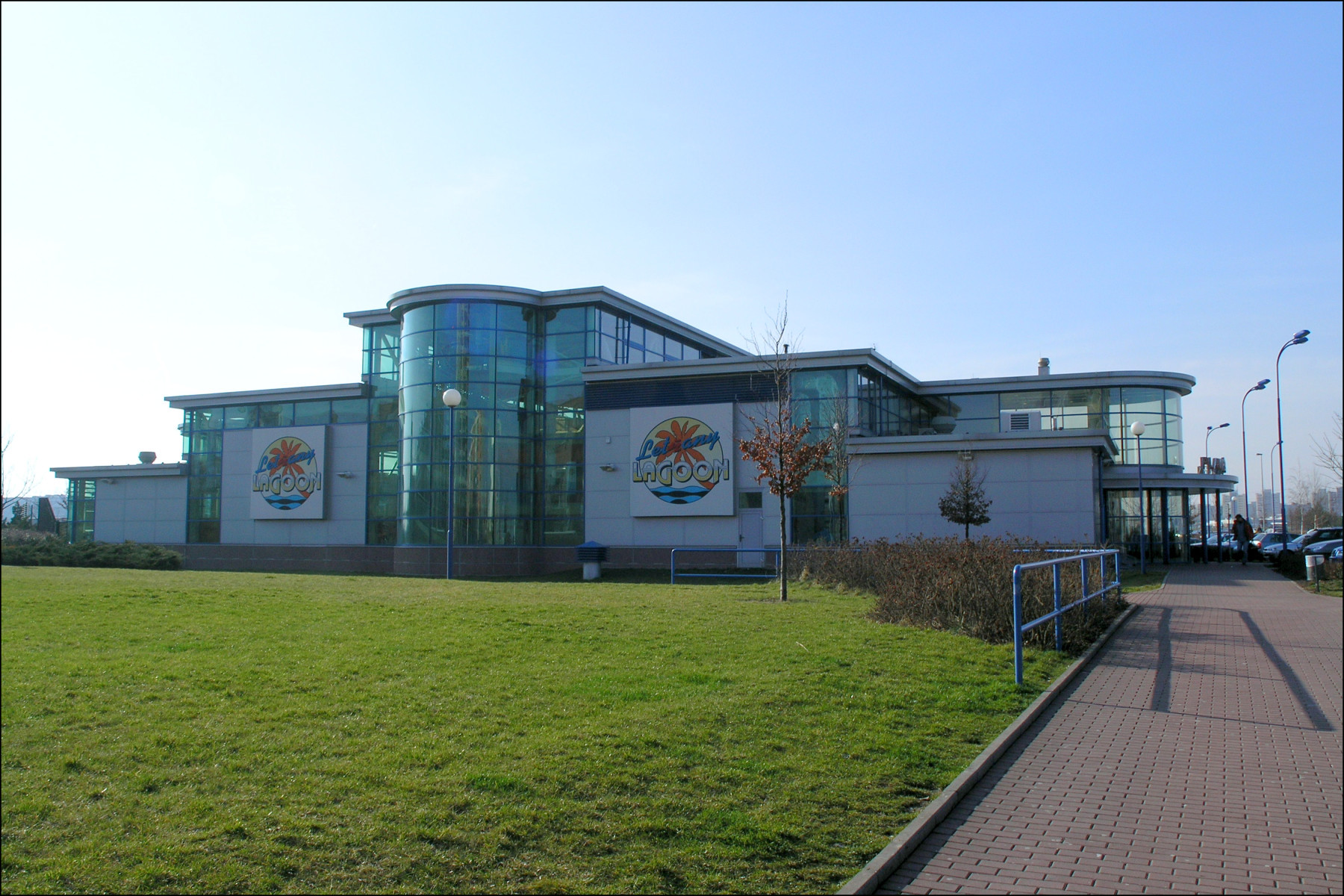
Plavecký bazén Letňany
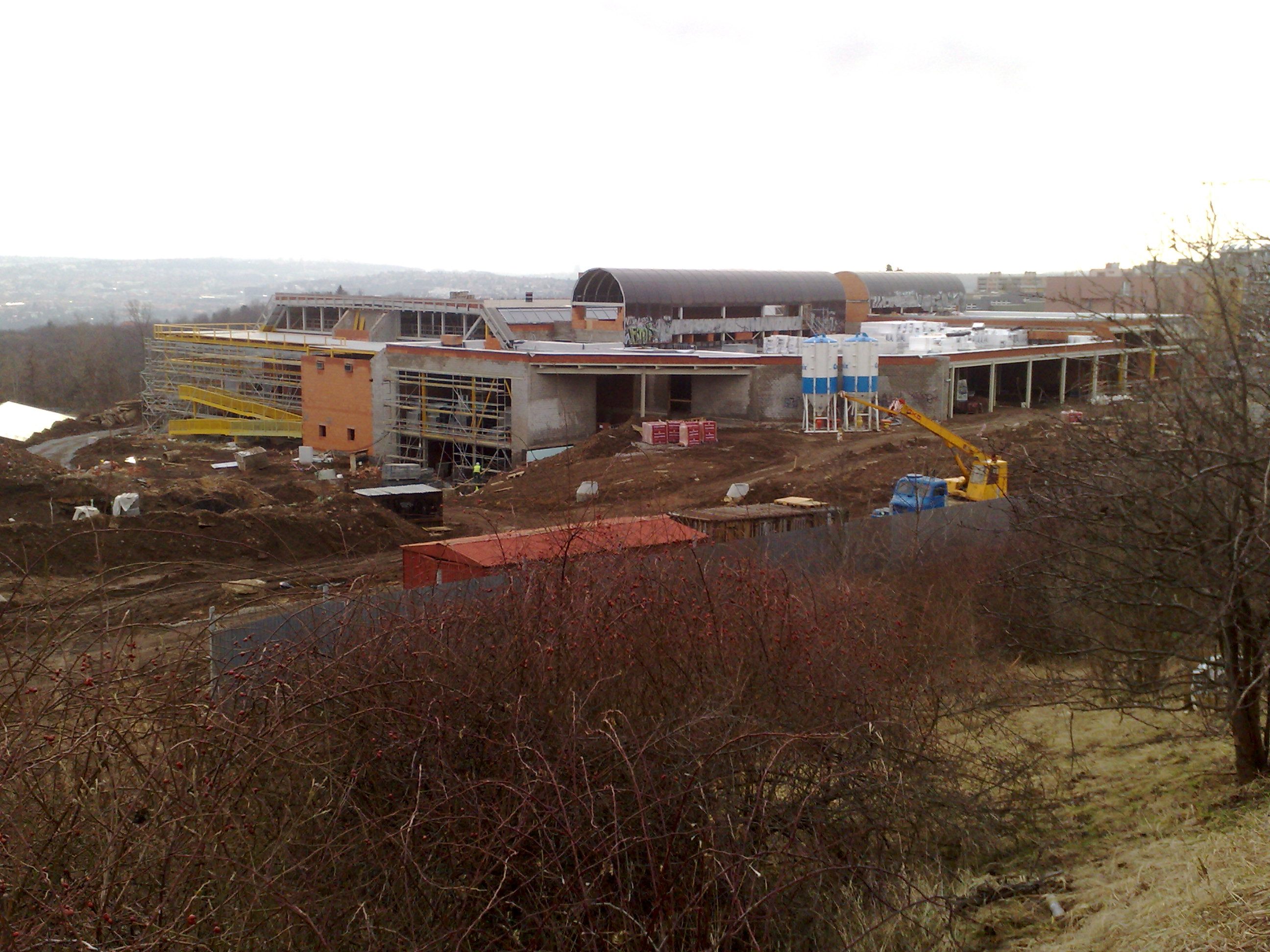
Rozestavěný bazén Šutka (2010)